# Aedes spinosipes
Aedes spinosipes är en tvåvingeart som beskrevs av Edwards 1922. Aedes spinosipes ingår i släktet Aedes och familjen stickmyggor. Inga underarter finns listade i Catalogue of Life.